# Georg Trautnitz
Georg Trautnitz ist ein deutscher Ökonom.

## Leben
Er studierte ab 1994 Europäische Wirtschaft an den Universitäten Bamberg und Lyon (1999 Diplom-Volkswirt und European Master of Business Sciences (EMBSc)). 2000 wurde er in die Graduiertenförderung der Konrad-Adenauer-Stiftung aufgenommen. Von 2004 bis 2006 war er wissenschaftlicher Mitarbeiter am Lehrstuhl für Betriebswirtschaftslehre (BWL), insbesondere Internationales Management, an der Universität Bamberg. Nach der Promotion über „Normative Grundlagen der Wirtschaftsethik“ 2006 war er wissenschaftlicher Assistent am selben Lehrstuhl. Von 2012 bis 2014 übernahm er die Lehrstuhlvertretung am Lehrstuhl für Organisation, Personal und Unternehmensführung an der Universität Mainz. Dann kehrte er als Akademischer Oberrat an den Lehrstuhl für Internationales Management an der Universität Bamberg zurück, wo er 2016 das Habilitationsverfahren abschloss. 2016 wurde er auf den Lehrstuhl für BWL, insbesondere Unternehmensführung, Organisation und Corporate Social Responsibility, an der Andrássy-Universität berufen.

## Schriften (Auswahl)
- Normative Grundlagen der Wirtschaftsethik. Ein Beitrag zur Bestimmung ihres Ausgangsparadigmas. Berlin 2008, ISBN 978-3-428-12360-5.
- mit Stefan Eckert (Hg.): Internationales Management und die Grundlagen des globalisierten Kapitalismus. Wiesbaden 2016, ISBN 3-658-09598-9.